# Rayno Nel
Rayno Nel (Upington, Sudáfrica - 9 de mayo de 1995) es un atleta de fuerza.  y el Hombre Más Fuerte del Mundo de 2025. Ha sido dos veces el Hombre Más Fuerte de África, dos veces el Hombre Más Fuerte de Sudáfrica y campeón mundial 2025 de la Liga de Campeones Strongman. Nel es el primer ganador del WSM de Sudáfrica, del continente africano y del hemisferio sur.

## Carrera
Nel comenzó su carrera como jugador de rugby, jugando para la Universidad Central de Tecnología y los Free State Cheetahs en Sudráfrica. En 2023, probó suerte en el strongman participando en la competición South Africa's Strongest Man, donde salió victorioso. Tras dos victorias consecutivas, fue invitado al Siberian Power Show y a la Strongman Champions League para competir junto a otros atletas internacionales destacados.
A pesar de una fractura de pie que ocurrió en el segundo evento, quedó en cuarto lugar en el Siberian Power Show de 2024 y luego tuvo una racha dominante, ganando el SCL Holland 2024, el SCL Africa 2024 y las finales mundiales del SCL 2024.
En 2025, Nel recibió una invitación comodín para la Competencia del Hombre Más Fuerte del Mundo 2025. En un grupo lleno de profesionales experimentados, como el dos veces finalista del podio Mateusz Kieliszkowski y el subcampeón del Arnold Strongman Classic, Lucas Hatton, resultó ganador de su grupo y procedió a derrotar a los dos ex campeones Mitchell Hooper y Tom Stoltman en la final para ganar el Hombre Más Fuerte del Mundo 2025.

## Récords personales
- Peso muerto con rueda elevada (desde 18 pulgadas) – 490 kg (1080 lb) (El hombre más fuerte del mundo 2025)
- Prensa de troncos – 150 kg (331 lb) x 7 repeticiones (2024 SCL África)
- Press de empuje con barra Flintstone (detrás del cuello) – 188 kg (414 lb) (El hombre más fuerte del mundo 2025)
- Piedras de Atlas – 120-200 kg (265-441 lb) 5 piedras en 47.72 segundos (2024 SCL Holland)
- Carga de piedra natural (plataformas bajas): 4 rocas con un peso de 160-210 kg (353-463 lb) en 17,19 segundos (Finales Mundiales SCL 2024) (Récord Mundial)[7]
- Steinstossen (Lanzamiento de piedras, versión SCL) – 75 kg (165 lb) durante 3,2 metros (10' 6") (Finales Mundiales de la SCL 2024)
- Remolque de camiones – 16 000 kg (35 274 lb) 25 metros en 33,34 segundos (2024 SCL Holland)

## Vida personal
Nel se graduó con una maestría en Ingeniería y trabaja como ingeniero eléctrico.